# Tadó
Tadó – miasto w Kolumbii, w departamencie Chocó.